# Exochella rogickae
Exochella rogickae är en mossdjursart som beskrevs av Hayward 1991. Exochella rogickae ingår i släktet Exochella och familjen Exochellidae. Inga underarter finns listade i Catalogue of Life.